# Krasimir Bałykow
Krasimir Genczew Bałykow (ur. 29 marca 1966 w Wielkim Tyrnowie) – bułgarski piłkarz grający na pozycji rozgrywającego, ofensywnego pomocnika lub napastnika, oraz trener piłkarski.

## Kariera klubowa
Karierę rozpoczynał w barwach Etyru Wielkie Tyrnowo, gdzie spotkał się ze swoimi przyszłymi kolegami z kadry – Trifonem Iwanowem, Canko Cwetanowem i Ilianem Kiriakowem. Pod koniec lat 80. drużyna prowadzona przez Georgi Wasilewa awansowała do czołówki ligi; najpierw dwukrotnie zajęła trzecie miejsce w tabeli, a następnie – w sezonie 1990–1991 – zdobyła mistrzostwo kraju.
Bałykow nie uczestniczył w świętowaniu tego ostatniego osiągnięcia, ponieważ po upadku komunizmu, pod koniec 1990 wyjechał za granicę, do Sportingu. W Portugalii grał przez prawie pięć lat (łącznie 138 meczów), ale Sporting nie był w tym czasie w stanie przełamać dominacji FC Porto, dlatego jedynym trofeum z tego okresu jest Puchar Portugalii.
Od 1995 do 2003 Bałykow był zawodnikiem VfB Stuttgart, gdzie przez kilka ostatnich sezonów pełnił również funkcję kapitana zespołu. Tworzył w nim ofensywną „triadę”, z Giovane Élberem oraz Fredim Bobiciem.

## Kariera reprezentacyjna
W reprezentacji Bułgarii zadebiutował w 1988. Należy do najlepszego pokolenia bułgarskich piłkarzy, obok Christo Stoiczkowa, Emiła Kostadinowa i Jordana Leczkowa jest jego najbardziej rozpoznawalnym przedstawicielem. Drużyna prowadzona przez Dimityra Penewa w pierwszej połowie lat 90. – po raz pierwszy w historii – dotarła do półfinału mistrzostw świata (Mundial 1994) oraz zaliczyła debiutancki start w mistrzostwach Europy (Euro 1996). Na pierwszym turnieju Bałykow, jako jeden z dwóch piłkarzy bułgarskich, wystąpił we wszystkich meczach w pełnym wymiarze godzin. Ponadto wraz ze Stoiczkowem trafił do najlepszej jedenastki mistrzostw.
Po nieudanym Mundialu 1998, podobnie jak kilku innych kolegów z jego generacji, zrezygnował z występów w kadrze, jednak powrócił do niej w marcu 2000 za namową ówczesnego selekcjonera Stojczo Mładenowa. Był liderem drużyny narodowej przez kolejne trzy lata. Na zakończenie kariery poprowadził swoich młodszych kolegów do awansu do Euro 2004. Sam w tym turnieju już nie wystąpił, gdyż pożegnał się z reprezentacją na początku 2003.

## Kariera szkoleniowa
W 2005 rozpoczął pracę szkoleniową w klubie z niemieckiej niższej ligi VfC Plauen. Rok później został trenerem Grasshoppers Zurych, ale tylko czwarte miejsce na koniec sezonu 2006–2007 sprawiło, że otrzymał wymówienie. Był najpoważniejszym kandydatem na stanowisko selekcjonera reprezentacji po niespodziewanej dymisji Christo Stoiczkowa w kwietniu 2007, jednak odmówił. Prowadził wówczas zaawansowane rozmowy z Herthą Berlin, do której ostatecznie trafił nie on, ale Szwajcar Lucien Favre.
29 października 2007 został szkoleniowcem ostatniego zespołu z Axpo Super League FC Sankt Gallen, który następnie uratował przed spadkiem z ligi.
W grudniu 2008 powrócił do kraju i zastąpił Dimityra Dimitrowa na stanowisku szkoleniowca Czernomorca 919 Burgas, co zresztą – po raz drugi – uniemożliwiło mu uzyskanie nominacji na selekcjonera kadry, tym razem po dymisji Płamena Markowa. Do pracy w Czernomorcu zaprosił m.in. 80-letniego Jonczo Arsowa (asystent), dawnego kolegę z drużyny narodowej Złatko Jankowa (dyrektor techniczny) oraz byłego reprezentanta Niemiec Frediego Bobicia (menedżer). Prowadzony przez niego zespół dwukrotnie zajął wysokie miejsce w tabeli: siódme w sezonie 2008–2009 oraz piąte w sezonie 2009–2010. Dobre wyniki w lidze sprawiły, że latem 2010 Bałykowem zainteresowany był VfB Stuttgart po tym, jak jego ówczesny trener Christian Gross przegrał dwa pierwsze ligowe mecze. Ostatecznie do transferu trenera nie doszło; jednak już pół roku później, w grudniu 2010, Bałykow niespodziewanie rozwiązał kontrakt z Czernomorcem, mimo iż drużyna zajmowała w lidze czwarte miejsce. Władze klubu wystosowały podziękowanie za „wysiłek i oddanie w ciągu dwóch lat pracy”.
Pół roku później, 27 maja 2011, podpisał kontrakt z Hajdukiem Split. Zastąpił Ante Miše po tym, jak ten przegrał z Dinamem Zagrzeb rywalizację o mistrzostwo Chorwacji. Nie wytrwał jednak na tym stanowisku do końca sezonu: 22 marca 2012 przyjął propozycję klubu niemieckiej Bundesligi, 1. FC Kaiserslautern, który zajmował wtedy ostatnie miejsce w tabeli ze stratą ośmiu punktów do strefy gwarantującej pozostanie w lidze. W tym zespole grali wówczas m.in. Polacy Ariel Borysiuk i Jakub Świerczok. Z kolei Hajduk w momencie rozstania z Bułgarem był drugi, za Dinamem, które wyprzedzało go aż o dwanaście punktów.

## Sukcesy
Kariera piłkarska
- Etyr Wielkie Tyrnowo:
  - mistrzostwo Bułgarii 1991
  - III miejsce w lidze 1989 i 1990
- Sporting CP:
  - Puchar Portugalii 1995
- VfB Stuttgart:
  - wicemistrzostwo Niemiec 2003
  - Puchar Niemiec 1997
- reprezentacja Bułgarii:
  - IV miejsce na Mundialu 1994
  - start (faza grupowa) w Euro 1996 i Mundialu 1998
- Indywidualnie:
  - Piłkarz roku 1995 i 1997 w Bułgarii